# Guy Niv
Guy Niv (Misgav, 8 maart 1994) is een Israëlisch voormalig wielrenner die in september 2022 zijn carrière afsloot bij Israel-Premier Tech.

## Carrière
Als stagiair bij Israel Cycling Academy in 2017 nam Niv onder meer deel aan de Ronde van Utah en de Colorado Classic. In 2018 werd hij prof bij de ploeg waar hij al stage liep. Niv nam samen met landgenoot Guy Sagiv in 2018 deel aan de Ronde van Italië en werd daarmee de eerste Israëlische deelnemer aan een grote ronde. Anders dan Niv zou Sagiv deze editie wel uitrijden. Niv slaagde hier in 2019 wel in. In 2020 was Niv de eerste Israëlische deelnemer aan de Ronde van Frankrijk. Niv eindigde in Parijs op plek 139. In 2022 verbeterde hij dit met een 76e plek. Op 19 september 2022 beëindigde hij op 28-jarige leeftijd zijn wielercarrière.

## Belangrijkste overwinningen
2019
 Israëlisch kampioen tijdrijden, Elite
2021
1e etappe deel B Internationale Wielerweek (ploegentijdrit)

## Resultaten in voornaamste wedstrijden
| Jaar | Ronde van Italië | Ronde van Frankrijk | Ronde van Spanje |
| ---- | ---------------- | ------------------- | ---------------- |
| 2018 | opgave           |                     |                  |
| 2019 | 113e             |                     |                  |
| 2020 |                  | 139e                |                  |
| 2021 | 74e              |                     | 93e              |
| 2022 |                  | 76e                 |                  |

| Jaar | Milaan-San Remo | Ronde van Lombardije | Clásica San Sebastián |  | Wereldranglijsten |
| ---- | --------------- | -------------------- | --------------------- |  | ----------------- |
| 2018 |                 | 94e                  |                       |  | 1962e (UWR)       |
| 2019 |                 |                      |                       |  | 657e (UWR)        |
| 2020 |                 |                      |                       |  | 1203e (UWR)       |
| 2021 | opgave          |                      | opgave                |  | 1988e (UWR)       |
| 2022 |                 |                      | opgave                |  |                   |

## Ploegen
- 2017 –  Israel Cycling Academy (stagiair vanaf 28-7)
- 2018 –  Israel Cycling Academy
- 2019 –  Israel Cycling Academy
- 2020 –  Israel Start-Up Nation
- 2021 –  Israel Start-Up Nation
- 2022 –  Israel-Premier Tech (tot 19 september)

Boivin · Craven · Dempster · Díaz · Goldstein · Lemus · Lowndes · Neilands · Perry · Räim · Sagiv · Schreurs · Turek · Williams · van Winden · Yechezkel · Einhorn (stagiair) · Niv (stagiair) · Sessler (stagiair)
Ávila · Boivin · Dempster · Díaz · Earle · Enger · Gebremedhin · O. Goldstein · R. Goldstein · Hermans · Jensen · Lemus · Neilands · Niv · Perry · Plaza · Räim · Sagiv · Sbaragli · Schreurs · Turek · Williams · van Winden · Yechezkel
Ávila · Badilatti · Barbier · Boivin · Brändle · Crisey · Cataford · Cimolai · Dempster · Dunne · Earle · Einhorn (vanaf 1-6) · Enger · Gebremedhin · O. Goldstein · R. Goldstein · Hermans · Jensen · Minali · Neilands · Niv · Perry · Plaza · Räim · Sagiv · Sbaragli · Schreurs · Turek · van Asbroeck · van Winden · Ben Mosche (stagiair) · Ovett (stagiair) · Renard (stagiair)
Badilatti · Barbier · Biermans · Boivin · Brändle · Cataford · Cimolai · Dowsett · Einhorn · Goldstein · Greipel · Hermans · Hofstetter · Hollenstein · Martin · McCabe · Navarro · Neilands · Niv · Piccoli · Politt · Räim · Renard · Sagiv · Schelling · Sutherland · Vahtra · Van Asbroeck · Würtz Schmidt · Zabel
Barbier · Berwick · Bevin · Biermans · Boivin · Brändle · Cataford · Cimolai · De Marchi · Dowsett · Einhorn · Froome · Goldstein · Greipel · Hagen · Hermans · Hofstetter · Hollenstein · Impey · Jones vanaf 1 juli · Martin · Neilands · Niv · Piccoli · Renard · Sagiv · Vahtra · Van Asbroeck · Vanmarcke · Woods · Würtz Schmidt · Zabel
Barbier · Berwick · Bevin · Biermans · Boivin · Brändle · Cataford · Clarke · De Marchi · Dowsett · Einhorn · Froome · Fuglsang · Goldstein · Hagen · Hermans · Hollenstein · Houle · Impey · Jones · Neilands · Niv · Nizzolo · Piccoli · Sagiv (tot 3/8) · Strong · Teuns (vanaf 5/8) · Van Asbroeck · Vanmarcke · Woods · Würtz Schmidt · Zabel · Riccitello (stagiair)